# Emilio Prieto y Villarreal
Emilio Prieto y Villarreal (1840-1911) fue un militar, periodista y escritor español.

## Biografía
Nacido en 1840 en la localidad gaditana de El Puerto de Santa María, siguió la carrera militar. Logró alcanzar el empleo de teniente coronel de caballería. En Madrid fundó el Memorial y Revista del Arma de Caballería (1873), La Correspondencia Militar (1877), El Ideal (1893) y La Nación, en cuya dirección cesó en 1895. Isidoro López Lapuya cuenta cómo Prieto, próximo a Ruiz Zorrilla, participó en 1886 en la revuelta de Villacampa, después de cuyo fracaso huyó a Francia, de donde no retornó a España hasta la amnistía de 1891. Fue miembro de la Asociación de la Prensa de Madrid y colaboró en El Mundo Naval Ilustrado (1897-1899). Falleció en Madrid en 1911.

## Obras
Originales
- Bocetos y perfiles de la vida de campaña.[5]
- La familia de Rillé.[5]
- Ruiz Zorrilla desde su expulsión de España hasta su muerte, 1875-1895. Recuerdos políticos.[4]
- Diccionario portátil de la lengua castellana.[6][5]
- Manual de topografía práctica.[6][5]
- Los dos amores (novela).[6]
- El agua y sus misterios.[6][5]
- Insectos y pájaros.[6][5]
- El mundo de las flores.[5][6]
- Madroñópolis.[5]

Traducciones
- Los misterios de París.[5]
- Las ruinas de Palmira.[5]
- Educación de las madres de familia.[5]
- Manual de equitación.[5]
- Tratado místico de medicina veterinaria.[5]